# باسل (رواية)
باسل (بالإنجليزية: Basil)‏ هي رواية إنجليزية صدرت عام (1852) وهي الرواية الثانية للمؤلف والكاتب البريطاني ويلكي كولينز، بعد روايته الأولى أنطونينا.

## القصة
باسل، هو ابن لأب يُقدّس التقاليد العائلية والذي لن يسمح له بالزواج من فتاة اقل منه حسباً ونسباً، ولكنه وقع في الحب من النظرة الأولى بفتاة رأها في حافلة. ثم تبعها وأكتشف أنها مارغريت شيروين، الابنة الوحيدة لتاجر كتّان. وأقنع والدها أن يتزوجها سراً، ووافق بشرط. بما أن إبنته لا تزال في السابعة عشر من عمرها، أن يعيشا كلاً على حده للعام الأول. في البداية، ظل السر على ما يرام. ولكن بعد ذلك، مانيون الغامض، الذي يتسم بصرامة وجهه، عاد من الخارج. في الليلة الأخيرة من العام، تبع باسل مارغريت واكتشفهم مانيون متلبسين. هاجم باسل مانيون في الشارع وحاول قتله، ولكنه نجح فقط في تشويه وجهه عن طريق دفعه في الأسفلت الجديد على الطريق. ولكن مانيون تعافى وأقسم على الانتقام، واتضح أن والد باسل تسبب بشكل غير مباشر في شنق والد مانيون بسبب التزوير.